# Strychnos axillaris
Strychnos axillaris är en tvåhjärtbladig växtart som beskrevs av Henry Thomas Colebrooke. Strychnos axillaris ingår i släktet Strychnos och familjen Loganiaceae. Inga underarter finns listade i Catalogue of Life.